# 〜空色グラフィティ〜君に会いたくて
〜空色グラフィティ〜君に会いたくて（そらいろグラフィティ きみにあいたくて）は、2005年4月2日から同年9月24日までテレビ東京系列で毎週土曜22:30 - 22:54（JST）に放送されていたドキュメンタリー番組。放送回数は全26回。ナレーターは三浦春馬。番組テーマは細野晴臣の『東京シャイネスボーイ』。

## 概要
ゲスト毎にサブタイトルが設けられ、章を構成している。番組最後の次週予告前にメインスポンサーであるHONDAのAIRWAVE インフォマーシャル（番組内CM）が放送されていた。ナビゲーターはエッセイストの国井律子。最終回ではAIRWAVEにCM出演した坂口憲二が登場。CMに共演した坂口征二も最終回に出演し、故郷である福岡県を訪ねた。
ナレーターとして参加していた三浦春馬は最終回のみ番組の感想を言っている傍ら、顔出しの出演も果たす。
当番組のホームページでは、番組名の末尾に。が付けられていた（現在は閉鎖）。しかし、実際の番組では。は付いていなかったため、ここでは。を付けずに記した。

## 番組の流れ
番組はスタッフ（音声のみ）がまず、名前、年齢、出身などをゲストに問いかける所からスタートする。次にドキュメンタリーVTRに移り、ゲストが会いたい人（恩師・友達・親戚など）を訪ねるため、故郷や母校に出向く。その地で自身の人物像を会いたい人に聞き、思い出に浸りながらも記憶の中にある人物像と会いたい人から見た自分の人物像との相違を明らかにしていく。
自分探しの旅に出掛けた結果、本当の自分とは? このような疑問も番組の随所にゲストがコメントする。

## 各地の放送時間

### ネット局
| 放送対象地域 | 放送局         | 系列           | 放送曜日及び放送時間    | 放送日の遅れ |
| ------------ | -------------- | -------------- | ----------------------- | ------------ |
| 長崎県       | 長崎国際テレビ | 日本テレビ系列 | 木曜 25時20分～25時45分 | 103日遅れ    |

### 過去に放送していた局
- テレビ東京
- テレビ北海道
- テレビ愛知
- テレビ大阪
- テレビせとうち
- TVQ九州放送
- 秋田放送（不定期）
- 北日本放送（不定期）
- 北陸放送（不定期）
- 岐阜放送
- びわ湖放送
- テレビ和歌山
- 日本海テレビ（不定期）

## ゲスト
- 井川遥
- 池内博之
- 遠藤章造
- 大黒摩季
- 岡田義徳
- 小倉久寛
- 勝村政信
- 河口恭吾
- 坂口憲二
- 柴田理恵
- 清水圭
- スガシカオ
- 武田修宏

- ダンカン
- 土屋圭市
- 寺脇康文
- 鳥越俊太郎
- 永井大
- 肥後克広
- 藤井尚之
- 保阪尚希
- マギー審司
- 松尾貴史
- 松村邦洋
- 室井佑月
- 山崎邦正

（五十音順）

## スタッフ
- 構成：小原信治、三枝玄樹、川邊優子
- 撮影：原正美
- 編集：桜井一成
- 音響効果：中田圭三
- MA：赤松茂雄
- 技術協力：ARTPLAZA、4-Legs
- AD：大沼知朗、上野和幸
- アソシエイト・プロデューサー：須田裕子（アミューズ）
- AP：森田昌泰、開発栄三（コード）
- ディレクター：森脇美樹（グラムクリエイティブ）、志水俊太郎（コード）
- 演出：関眞也（グラムクリエイティブ）
- プロデューサー：重定菜子（テレビ東京）、日枝広道（電通）、木野雅也
- 制作協力：オフィスクレッシェンド
- 製作著作：テレビ東京、電通